# Сан-Педро-де-ла-Рока
Крепость Сан-Педро-де-ла-Рока (исп. Castillo de San Pedro de la Roca) или Кастильо-дель-Морро (исп. Castillo del Morro) — оборонительное сооружение, построенное в середине XVII века для охраны бухты города Сантьяго-де-Куба. Входит в список Всемирного наследия ЮНЕСКО.

## История
Крепость была спроектирована в 1637 году под руководством Джованни Баттисты Антонелли (Giovanni Battista Antonelli), представителя миланской семьи военных инженеров, по приказу губернатора города Педро де ла Рока-и-Борха (Pedro de la Roca y Borja), в целях обороны города от пиратов, вместо небольшой старой крепости, которая была построена в 1610 году. Новая крепость была расположена на крутом склоне (Morro), выступающем в гавань. Крепость представляла собой серию террас на четырёх уровнях, с тремя валами для укрытия артиллерии. Припасы обычно подвозились морем и сушей к верхнему уровню крепости и хранились в большом хранилище, вырубленном в скале. Строительство продолжалось 42 года с несколькими перерывами, с 1638 по 1670 годы. Сам Антонелли оставил строительство в 1645 году. Частями крепости также стали старые укрепления.
Страх перед пиратами имел под собой реальную основу, в течение строительства английские флибустьеры под руководством Кристофера Мингса в 1662 году на две недели захватили город, разрушили часть недостроенных крепости и захватили артиллерию. После того, как они были изгнаны, испанское правительство выделило средства на завершение строительства и увеличило гарнизон на 300 человек. С 1663 по 1669 годы военные инженеры Хуан Кискара Ибаньес (Juan Císcara Ibáñez), Хуан Кискара Рамирес (Juan Císcara Ramirez) и Франсиско Перес (Francisco Perez) руководили восстановлением и завершением строительства укреплений, добавив новые оборонительные сооружения на флангах и новую артиллерийскую платформу. В 1678 году крепость выдержала нападение французского эскадрона, а в 1680 году атаку 800 пиратов Франкесмы (Franquesma), одного из командующих антильских флибустьеров.
С 1675 по 1692 года крепость была повреждена серией землетрясений, её реконструкция под руководством Франсиско Переса продолжалась с 1693 по 1695 годы. В 1738—1740 годах были достроены дополнительные укрепления под руководством Антонио де Арредондо (Antonio de Arredondo), затем крепость в очередной раз была повреждена землетрясениями 1757 и 1766 годов.
В 1775 году, когда угроза пиратов начала исчезать, некоторые здания крепости были превращены в тюрьмы, известные как «Скала» (la Roca) и «Звезда» (la Estrella), при этом крепости продолжала действовать как военный объект. Последний раз крепость подверглась нападению в 1898 году, когда во время Испано-американской войны флот США атаковал город.
На протяжении XX века крепость пребывала в запустении, но снова была восстановлена в 1960-х годах под руководством Франсиско Прат Пьюига (Francisco Prat Puig). В 1997 году крепость была провозглашена частью Всемирного наследия ЮНЕСКО как наиболее хорошо сохранившийся образец испанской колониальной военной архитектуры.
В настоящее время в крепости работает музей истории пиратства.

## Галерея

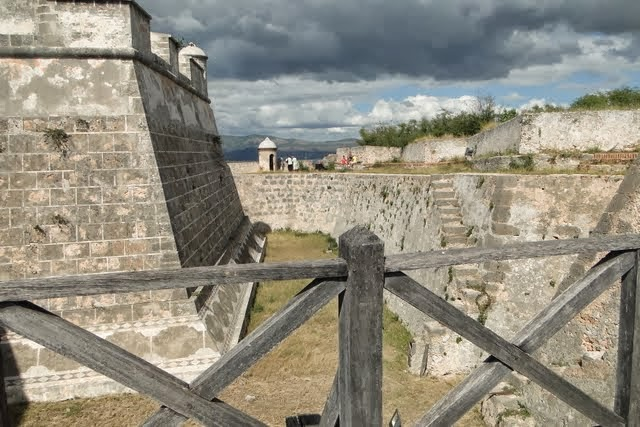
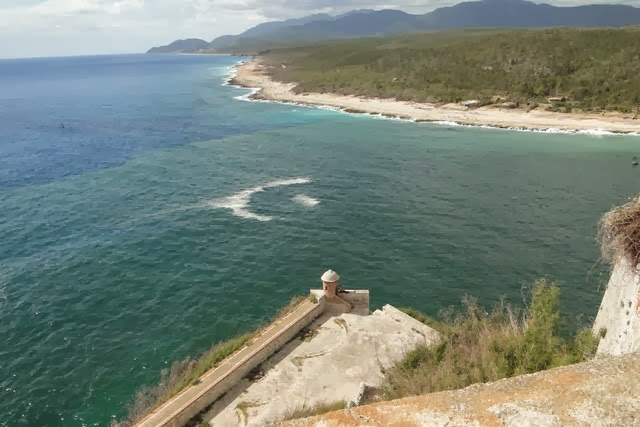
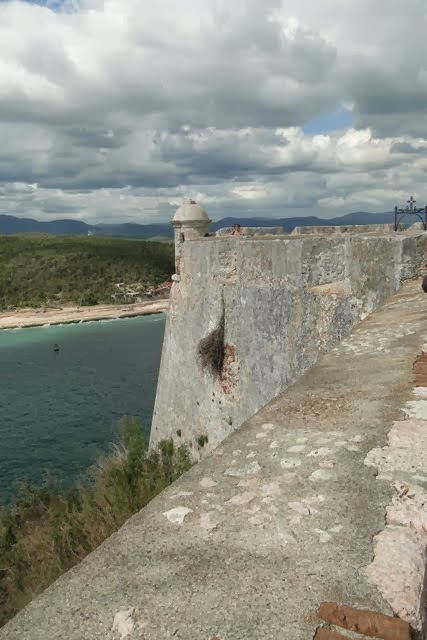
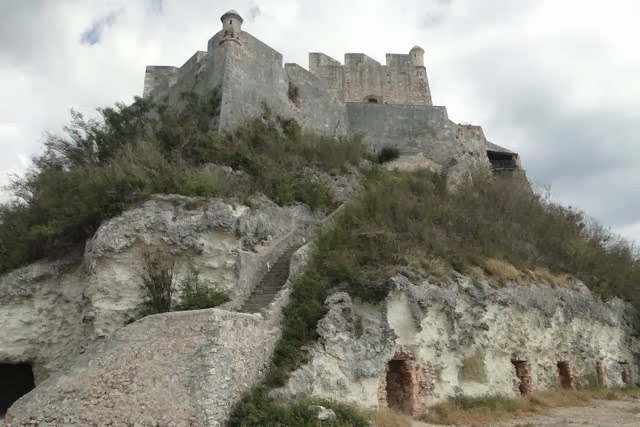
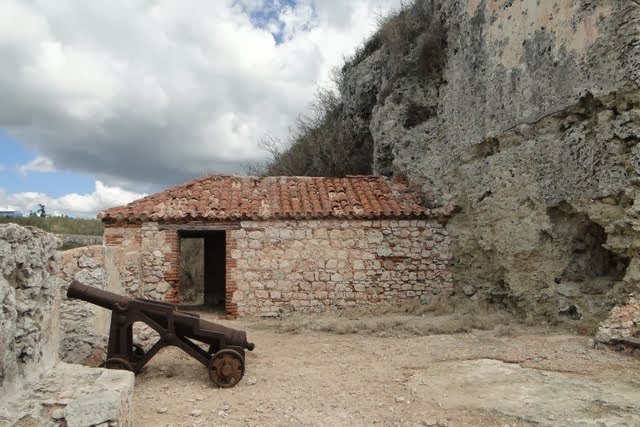
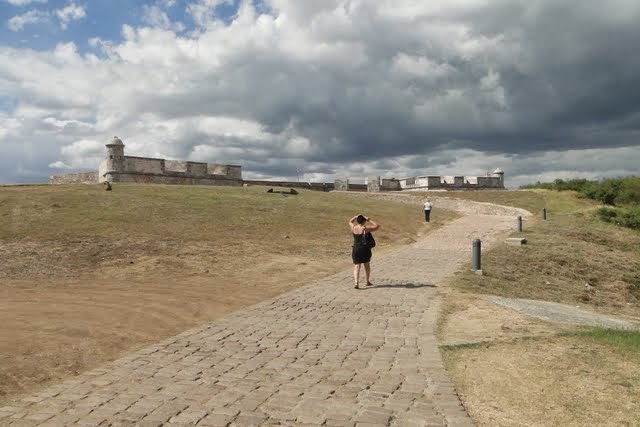